# Стів Аскін
Стів Аскін (англ. Steve Askin) — новозеландський військовий, оператор SAS.

## Біографія
Народився у 1979. Про дитинство та юність Стіва майже не відомо. В кінці 1980-тих- початку 1990-тих сім'я Стіва переїхала на східне узбережжя, де його батько викладав у коледжі Нгата. На службу Аскін пішов у 1998, відразу у підрозділ SAS. Там він залишався до 2013, хоча й після звільнення залишився резервістом армії Нової Зеландії. Під час проходження служби він наполегливо тренувався. Під час однієї з тренувальних місій у південних Альпах Стів вчився виживати під метровим шаром снігу. Знаменитим солдат став у 2011 році, коли всім світом розлетілася світлина із сержантом Аскіном після 4-годинного бою із талібами у Афганістані. Хоча після відрядження в Афганістан життя Стіва Аскіна змінилося кардинально, він втратив там безліч друзів, його долю занапастив інший випадок. Під час проходження служби офіцер отримав ліцензію пілота вертольота. І от, ранок 14.02.2017, Стів вирушає на гасіння лісової пожежі у Порт Гіллс. Тоді Стів не впорався із керуванням та зачепив поверхню. Пілот загинув на місці. Постать Стіва Аскіна була і залишається дуже популярною у Новій Зеландії. Безліч людей із усього світу висловлювали співчуття родині пілота. Для підтримки родини Стіва було створено спецфонд, який за один день зібрав понад 100 000 доларів.